# Мухамеджанов, Мирза-али Валиевич
Мирза-Али Валиевич Мухамеджанов (узб. Muhammadjonov Mirzaali Valiyevich; узб. Муҳаммаджонов Мирзаали Валиевич; 1 [14] декабря 1914, кишлак Конизар, Ферганская область — 18 марта 2000, пос. Конизар, Ферганская область) — советский растениевод, академик АН Узбекской ССР (с 1952), академик Академии сельскохозяйственный наук Узбекской ССР (с 1957);

## Биография
Родился в кишлаке Кани-Зар Ферганской области (Российская империя) (ныне — пос. Конизар, Багдадский район, Ферганская область, Узбекистан).
В 1936 году окончил сельскохозяйственный институт в Самарканде, после чего работал главным агрономом Шафирканской МТС (Бухарская область).
С 1937 года учился в аспирантуре Всесоюзного научно-исследовательского института хлопководства, по 1941 год работал там же начальником отдела. В 1940 году вступил в КП(б) Узбекистана.
В 1941—1946 годы — заместитель наркома государственного контроля Узбекской ССР. В 1946 году — министр земледелия, в 1947—1950 годы — министр совхозов Узбекской ССР. Одновременно в 1948—1950 годы — директор Института сельского хозяйства АН Узбекской ССР, в 1950—1952 годы — директор Главной хлопковой экспериментальной базы при этом же институте.
В 1953—1957 годы — министр сельского хозяйства, заместитель председателя Совета министров Узбекской ССР; в 1957—1960 годы — заместитель председателя Совета министров Узбекской ССР по сельскому хозяйству. Одновременно в 1957—1963 годы заведовал лабораторией биологии развития растений Института генетики и физиологии растений АН Узбекской ССР, в 1963—1966 годы — директор Института генетики и физиологии растений АН Узбекской ССР, с 1967 года заведовал отделом экспериментальной экологии культурных растений Института экспериментальной биологии растений АН Узбекской ССР.
В 1967—1970 годы работал советником по сельскому хозяйству в Афганистане, в 1972—1976 годы — советником по сельскому хозяйству посольства СССР в Индии. С 1981 года возглавлял Национальный комитет ЮНЕСКО «Человек и биосфера».
Член ЦК Компартии Узбекистана (с 1952), кандидат в члены бюро ЦК Компартии Узбекистана (с 1957); делегат XX съезда КПСС (1956). Избирался депутатом Верховного Совета Узбекской ССР.

### Семья
Сын — Акрам Мирза-Алиевич Мухамеджанов, физик-теоретик, доктор физико-математических наук; работает в США.
Сын — Мухамеджанов Шухрат Мирза-Алиевич 1954 г.р.

## Научная деятельность
Основные направления исследований — агротехника хлопчатника. Предложил способ полива хлопчатника через междурядье.
В 1952 году избран академиком АН Узбекской ССР (в том же году — главный учёный секретарь Академии наук), в 1957 — действительным членом Академии сельскохозяйственных наук Узбекской ССР. В 1962 году защитил докторскую диссертацию. Был председателем Всесоюзного координационного совета по борьбе с вилтом. В 1977—1978 годы — заместитель председателя Президиума Центральноазиатского отдела ВАСХНИЛ.

### Избранные труды
Источник — электронные каталоги РНБ
- Мухамеджанов М.-А. В. Агробиологические основы получения высокого и раносозревающего урожая хлопка. — Ташкент : Госиздат УзССР, 1963. — 56 с.
- Мухамеджанов М.-А. В. Агротехника хлопчатника. (Система агротехн. мероприятий для получения высокого урожая хлопка с ранним созреванием, применительно к машинной уборке) / Отв. ред. Е. П. Коровин. — Ташкент : Изд-во Акад. наук УзССР, 1953. — 132 с.
- Мухамеджанов М.-А. В. Беречь землю, умножать её плодородие. — Ташкент : Мехнат, 1985. — 46 с.
- Мухамеджанов М.-А. В. В ответе за землю. [О сохранении почв в р-нах хлопководства]. — Ташкент : Мехнат, 1987. — 48 с.
- Мухамеджанов М.-А. В. Вилт хлопчатника и борьба с ним. — Ташкент : Узбекистан, 1966. — 36 с.
- Мухамеджанов М.-А. В. За дальнейший подъём сельского хозяйства Узбекистана. — Ташкент : Изд-во Акад. наук УзССР, 1954. — 16 с. — (Библиотечка колхозника)
- Мухамеджанов М.-А. В. Исчисление себестоимости и доходности отраслей колхозной продукции. (Из опыта колхоза им. Свердлова, Урта-Сарайского района Ташк. обл.). — Ташкент : Б. и., 1956. — 18 с.
- Мухамеджанов М.-А. В. Квадратно-гнездовая культура хлопчатника. — Ташкент : Госиздат УзССР, 1955. — 116 с.
  -  — Ташкент : Госиздат УзССР, 1956. — 170 с.
- Мухамеджанов М.-А. В. Корневая система и урожайность хлопчатника. — Ташкент : Узбекистан, 1978. — 330 с.
- Мухамеджанов М.-А. В. Кукуруза и джугара. — Ташкент : Б. и., 1955. — 43 с.
- Мухамеджанов М.-А. В. Микроорганизмы и повышение плодородия орошаемых сероземов. — Ташкент : Фан, 1990. — 137 с.
- Мухамеджанов М.-А. В. Новая система земледелия по коренному повышению плодородия орошаемых почв. — Ташкент : Фан, 1978. — 77 с.
- Мухамеджанов М.-А. В. О сроках посева хлопчатника и системе допосевной обработки почвы : Доложено на расшир. заседании Президиума Акад. наук УзССР. — Ташкент : Изд-во и тип. Изд-ва АН УзССР, 1949. — 32 с.
- Мухамеджанов М.-А. В. Охрана и рациональное использование природных ресурсов Узбекистана / Под ред. К. З. Закирова. — Ташкент : Фан, 1989. — 118 с. — ISBN 5-648-00311-X
- Мухамеджанов М.-А. В. Полностью использовать все резервы снижения себестоимости сельскохозяйственной продукции. — Ташкент : Б. и., 1956. — 23 с.
- Мухамеджанов М.-А. В. Правильные севообороты — основа подъёма сельского хозяйства. Материал к лекции № 84 / О-во по распространению полит. и науч. знаний УзССР. — Ташкент : Б. и., 1959. — 16 с.
- Мухамеджанов М.-А. В. Ранние сроки посева — основа высокого урожая хлопка. — Ташкент : Изд-во АН УзССР, 1951. — 23 с.
- Мухамеджанов М.-А. В. Рисоводство в Индии. — Ташкент : Фан, 1979. — 111 с.
- Мухамеджанов М.-А. В. Севообороты в орошаемых районах хлопководства. — Ташкент : Изд-во Акад. наук УзССР, 1959. — 268 с.
- Мухамеджанов М.-А. В. Севообороты и углубление пахотного слоя почвы в орошаемых районах хлопководства : Автореф. дис. … д-ра с.-х. наук. — М., 1962. — 39 с.
- Мухамеджанов М.-А. В. Севообороты и углубление пахотного слоя почвы в районах хлопководства. — [Перераб. и доп. изд.]. — Ташкент : Изд-во Акад. наук УзССР, 1962. — 264 с.
- Мухамеджанов М.-А. В. Система земледелия в районах орошаемого хлопководства. — Ташкент : Изд-во Акад. наук УзССР, 1957. — 52 с. — (Академия наук Узбекской ССР. Материалы к Объединенной научной сессии по хлопководству в Ташкенте, 1957 г.)
- Мухамеджанов М.-А. В. Система подготовки почв под посевы хлопчатника. — Ташкент : Изд-во Акад. наук УзССР, 1951. — 52 с.
- Мухамеджанов М.-А. В. Температура и развитие хлопчатника. — М.: Колос, 1968. — 120 с.
- Мухамеджанов М.-А. В. Хлопководство в Индии. — Ташкент : Фан, 1976. — 64 с.
- Мухамеджанов М.-А. В. Хлопководство и насущные задачи науки. — Ташкент : Фан, 1982. — 28 с.
- Мухамеджанов М.-А. В., Авдеев А. Перекрестная обработка хлопчатника. — Ташкент : Союзнихи, 1939. — 32 с.
- Мухамеджанов М.-А. В., Сулейманов С. М. Научные основы размещения хлопчатника в посевах. — Ташкент : Узбекистан, 1975. — 224 с.
- Мухамеджанов М.-А. В. Научные и практические основы земледелия. — Ташкент : Фан, 1990. — 62 с.

## Награды
- орден Ленина
- орден Трудового Красного Знамени
- орден «Знак Почёта»
- орден «Звезда» 1-й степени (Афганистан).